# 13149 Heisenberg
13149 Heisenberg (1995 EF8) là một tiểu hành tinh vành đai chính được phát hiện ngày 4 tháng 3 năm 1995 bởi F. Borngen ở Tautenburg.